# Jim Capobianco
James "Jim" Capobianco (* 1969 in Saddle Brook, New Jersey) ist ein US-amerikanischer Animator und Drehbuchautor.

## Leben
Die Grundlagen der Animation lernte Capobianco bereits auf der Highschool. Von 1987 bis 1991 besuchte er die CalArts und verließ die Kunsthochschule mit einem Bachelor of Fine Arts. Danach begann er in der Animationsabteilung von Disney zu arbeiten. Dort arbeitete er als Animator insbesondere bei der Erstellung der Storyboards bei erfolgreichen Filmen wie Der König der Löwen und Der Glöckner von Notre Dame mit.
1997 verließ er Disney und schloss sich den Pixar Animation Studios an. Auch dort wirkte er an zahlreichen Filmen, darunter Findet Nemo oder Toy Story 2, mit. Ab 2001 war er von Beginn an bei der Produktion von Ratatouille beteiligt. Für seine Mitarbeit an Storyboard und Drehbuch erhielt er bei der Oscarverleihung 2008 gemeinsam mit Brad Bird und Jan Pinkava eine Nominierung in der Kategorie Bestes Originaldrehbuch.
Während der Arbeiten an Ratatouille kam Capobianco die Idee, eine unterhaltsame Dokumentation über die Geschichte der Ratten zu machen. Daraus entstand 2007 der Kurzfilm Your Friend the Rat, bei dem Capobianco nicht nur das Drehbuch schrieb, sondern auch die Regie übernahm. Für den Film gewann er einen Annie Award für den besten animierten Kurzfilm.
Im Film WALL·E produzierte er 2008 den vielbeachteten Abspann. Jüngstes Projekt ist der zehnminütige handgezeichnete Film Leonardo aus dem Jahr 2010, der auf zahlreichen Festivals gezeigt wurde. Capobianco war dabei für Drehbuch, Regie und Produktion verantwortlich.

## Filmografie (Auswahl)
- 1994: Der König der Löwen (The Lion King) (Drehbuch)
- 1996: Der Glöckner von Notre Dame (The Hunchback of Notre Dame) (Animator)
- 1998: Das große Krabbeln (A Bug’s Life) (Animator)
- 1999: Toy Story 2 (Drehbuch)
- 2000: Fantasia 2000 (Animator)
- 2001: Die Monster AG (Monsters, Inc.) (Animator)
- 2003: Findet Nemo (Finding Nemo) (Animator)
- 2007: Ratatouille (Drehbuch)
- 2008: WALL·E – Der Letzte räumt die Erde auf (WALL·E) (Abspann)